# Whistleblowing
Whistleblowing (z angličtiny doslova hvízdání na píšťalku) je termín z přelomu 60. a 70. let 20. století, který M. P. Miceli a J. P. Near v roce 1985 definovali jako označení pro případy, kdy stávající nebo bývalý zaměstnanec nějaké organizace – whistleblower, tedy „ten, kdo hvízdá na píšťalku“ – upozorní instituci nebo orgán oprávněný k prověření či zakročení na nelegitimní, neetické nebo nezákonné praktiky na pracovišti, které se dějí se souhlasem jeho nadřízených a jdou proti veřejnému zájmu či ohrožují veřejnost, přičemž některé verze definice jsou navíc omezeny podmínkou, že upozorňovatel jedná v dobré víře a nesleduje vlastní prospěch a že situaci nelze vyřešit interními mechanismy. Podle MF Dnes se tak označuje fenomén, kdy zaměstnanci státní správy nebo velkých firem upozorní na trestné nebo podezřelé jednání, o kterém se dozvěděli jen díky svému postavení a interním informacím. John Kiriakou whistleblowing (coby právem definovaný termín) uvádí „přinesení na světlo jakýkoli důkaz plýtvání, podvodu, zneužití [moci, vlivu, …], nezákonného chování nebo hrozby vůči veřejnému zdraví či bezpečnosti.“ Termín se týká případů, kdy je oznámení o závažné věci učiněno víceméně nezištně příslušným úřadům nebo orgánům a oznamovatel přitom porušuje loajalitu ke svým přímým nadřízeným či vůbec ke svému zaměstnavateli, který je za napadené jednání odpovědný, čímž často riskuje ztrátu zaměstnání nebo i bezpečí a klid své rodiny.
Whistleblowing může v různých zemích upravovat zákon, který určí, jaká whistleblowerovi po dobu kauzy náleží míra ochrany. V Česku neexistuje speciální komplexní zákon na ochranu oznamovatelů, ale pouze obecná ochrana podle pracovně-právních předpisů, správního řádu, občanského zákoníku a antidiskriminačních předpisů, jistou vyšší míru ochrany ve srovnání s některými zeměmi v České republice zajišťuje například zákaz výpovědi ze strany zaměstnavatele bez udání důvodu a možnost obrátit se na Státní úřad inspekce práce nebo na soud. Speciální státní ochrana nebo i podpora existuje například ve Velké Británii, Švédsku a USA. Světový den whistleblowerů připadá na 23. červen.
Určité vodítko při rozhodování o oznámení trestného činu může poskytovat trestní právo. Například český trestní zákoník (40/2009 Sb.) v § 368 taxativně vyjmenovává činy, jejichž neoznámení je trestné. Mezi nimi jsou přijetí úplatku, podplacení, obecné ohrožení, ohrožení utajované informace.
Časopis Time zvolil whistleblowery v roce 2002 Osobností roku.

## Historie
Termín whistleblowing se anglosaských zemích začal používat v 70. letech 20. století pro upozorňování na podezřelé nebo trestné jednání na pracovišti – první použití v tomto smyslu D. Banisar připisuje Ralphu Naderovi, který ho použil na konferenci v USA roce 1971 a následně roku 1972 ve své knize. Nikola Hořejš klade počátek popularity výrazu už do 60. let, kdy se údajně dostal poprvé do slovníků. Název vychází z anglického sousloví „to blow the whistle“ (zapískat na píšťalku) ve smyslu pískáním upozornit na porušování pravidel a předejít tak negativním důsledkům.

## Příklady whistleblowerů v USA a ve světě
Otcem whistleblowerů je Daniel Ellsberg, který zveřejnil tajné vládní materiály známé jako Pentagon Papers, které ukazovaly že američtí prezidenti a jejich vlády lhali o Válce ve Vietnamu.

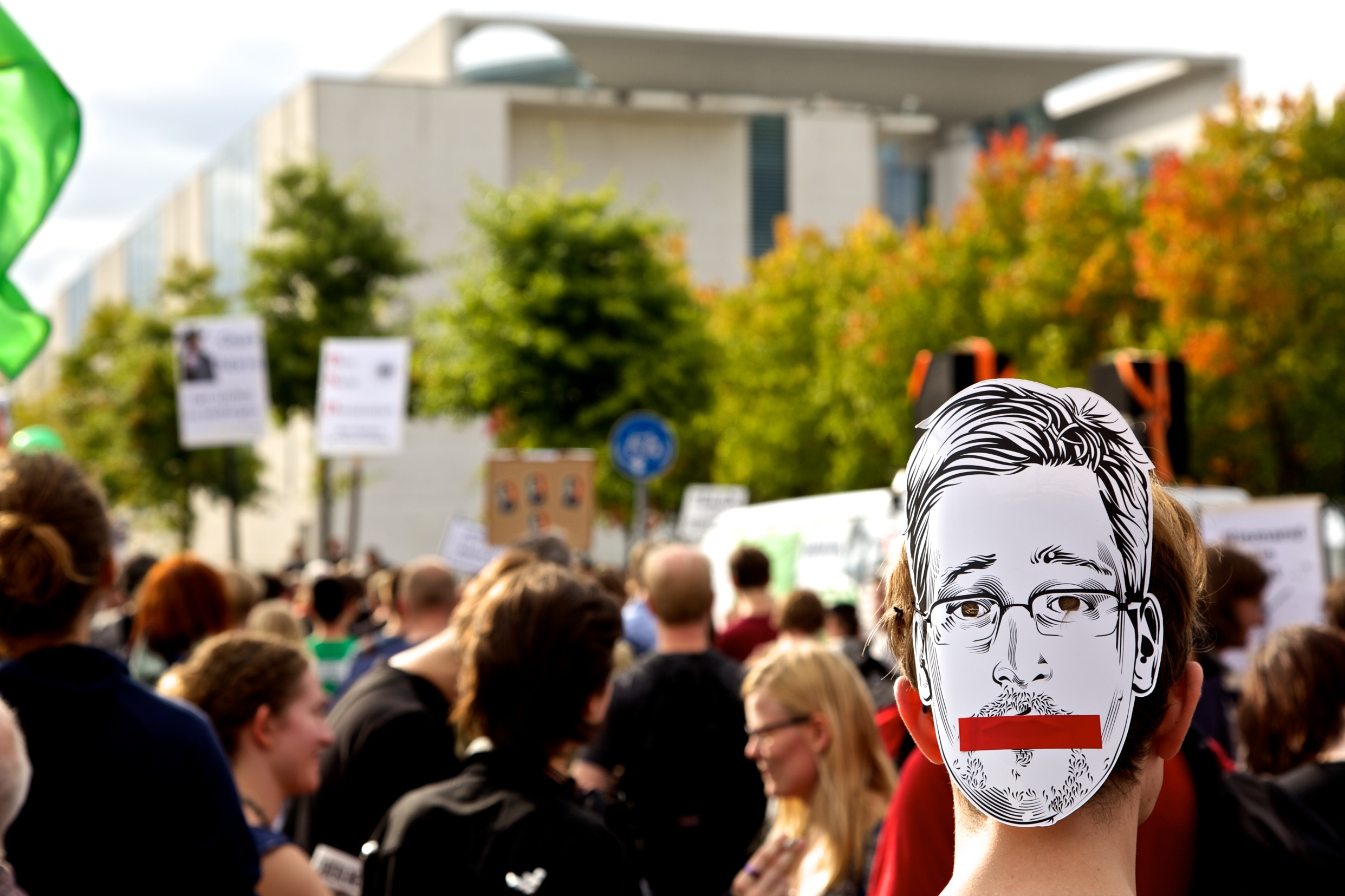
Demonstrace na podporu Edwarda Snowdena v Berlíně

Mezi světově nejznámější whistleblowery patří biochemik David Graham, který upozornil na nebezpečné léky vyráběné farmaceutickou společností, kde pracoval, či David Kelly, který upozornil na smyšlené důvody invaze do Iráku (a zemřel za nejasných okolností údajnou sebevraždou). V USA například Jeffrey Wigand prokázal, že manažeři společnosti věděli, že cigarety jsou návykové, a souhlasili s přidáváním karcinogenních a jinak škodlivých přísad do tabáku. Sibel Edmonds zveřejnila příběh prodeje nukleárních a dalších státních a strategických tajemství ve Spojených státech, krytí osob podezřelých z terorismu, ilegální transfer zbraní, nezákonné obchodování s narkotiky, praní špinavých peněz, neopodstatněné nebo jen zájmům špinavých kšeftů sloužící špehování, korupce a mnoho jiného. Whistleblowing je ve světě i uznávaným základním mechanismem  pro odhalování nepoctivosti ve vědě a výzkumu.
Téma whistleblowingu bylo námětem filmů Všichni prezidentovi muži, Erin Brockovich, Snowden či Insider: Muž, který věděl příliš mnoho.

## Whistleblowing v České republice
V Čechách a na Moravě má jakékoliv informování vlivem historie režimů, které obyvatelstvo považovalo za nepřátelské (k udávání a kolaboraci s mocí bylo obyvatelstvo systémově nuceno zejména bachovským policejním absolutismem i nacistickým a komunistickým režimem), negativní až zesměšňující pověst, což je také příčinou, že všechny výrazy, jimiž se tato činnost dá označit, nesou negativní konotace.
Termín whistleblower není v češtině překládán jednotně. Některé české dokumenty hovoří o
oznamovatelích, informátorech nebo stěžovatelích, což jsou však termíny obecnějšího významu. Pejorativně bývá označován za udavače, donašeče, práskače, bonzáka nebo potížistu. V průzkumu Transparency International, provedeném v září 2009, možnosti navrhnout vhodný výraz pro popsané jednání člověka, který upozorňuje na nekalé praktiky na pracovišti, využilo necelých 70 % respondentů, z čehož 52 % odpovědí obsahovalo neutrálně nebo pozitivně hodnotící výraz, 25 % negativně hodnotící výraz a 23 % ambivalentní. Jako pozitivní byly při zpracování hodnoceny například výrazy oznamovatel, řešitel, poctivec nebo upozorňovatel, jako negativní byly hodnoceny výrazy jako udavač, práskač, bonzák nebo potížista, mezi ambivalentní byly řazeny výrazy dobrodruh, idealista, naivka, informátor, aktivista, sebevrah, kamikadze atd.

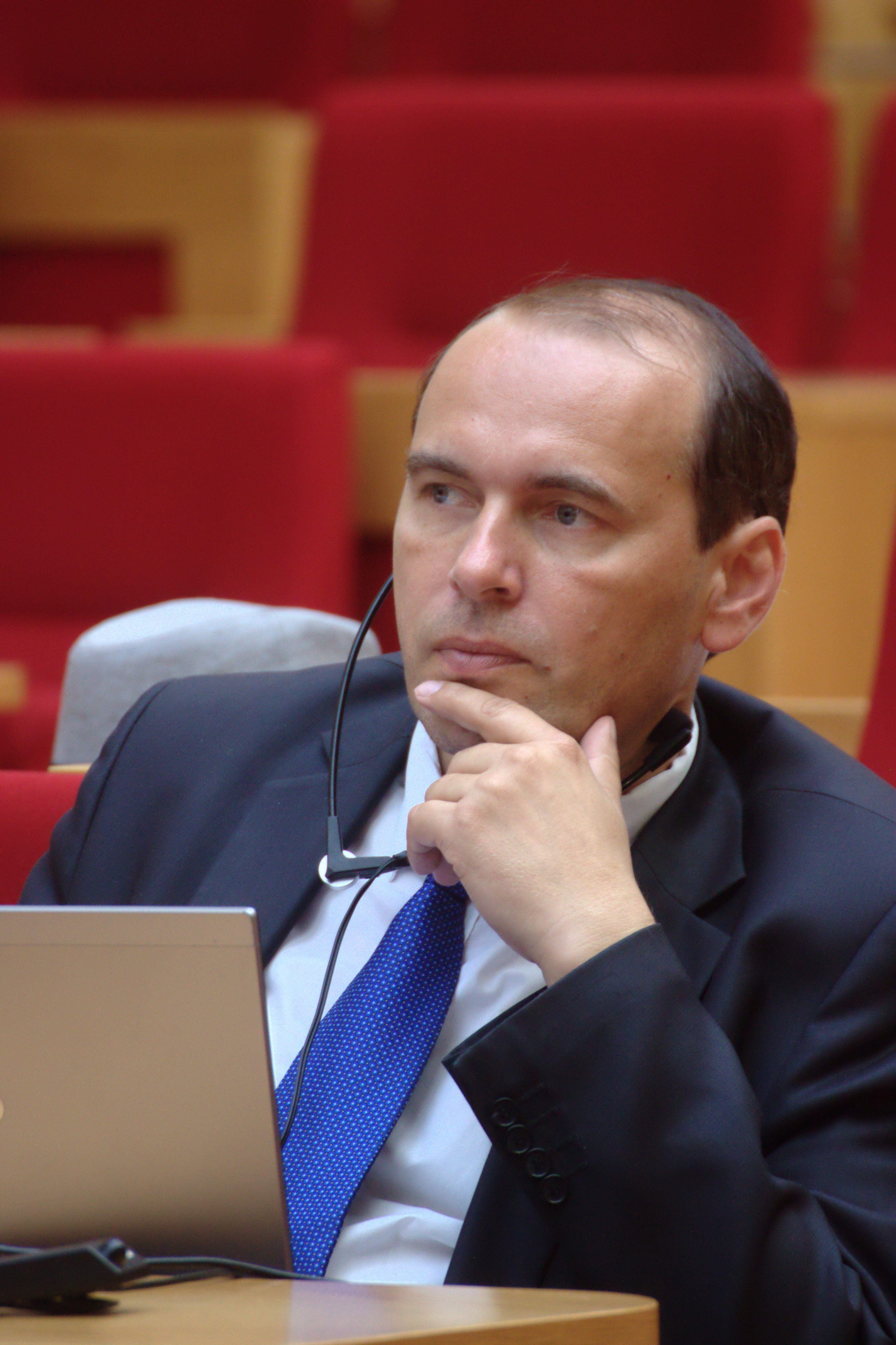
Český whistleblower Libor Michálek

Nikola Hořejš uvedl, že v českých médiích je pojem whistleblowing takřka neznámý a že jediný obsáhlejší text na toto téma byl jeho text zveřejněný roku 2009 v Lidových novinách (česká problematika se už dostává i do zahraničních
zdrojů).
K médiím se většinou citlivé informace dostávají s podmínkou zachování anonymity zdroje a oznamovatelé z řad zaměstnanců tak kvůli neexistující terminologii splývají s dalšími kategoriemi anonymních zdrojů, přičemž u velké části lze předpokládat zištný motiv informování.
Mediální teoretik Milan Šmíd i novinář Jaroslav Kmenta se podle Hořejše domnívají, že v českých podmínkách ideální případy oznamovatelů kvůli celkové atmosféře ve společnosti prakticky neexistují, protože do systému „já na bráchu, brácha na mě“, vzniklého jako způsob spolehlivého přežití v zemi, kde se často měnily režimy, vlády a hodnoty a kde ti, kdo se snažili o nápravu veřejných věcí, to zpravidla nakonec odnesli, jsou zapojena i média.
Za českého whistleblowera je označován Libor Michálek, který v prosinci 2010 upozornil na údajné korupční jednání tehdejšího ministra životního prostředí Pavla Drobila. Dále byli zmíněni jako oznamovatelé například Jitka Šmídová, pracovnice Nejvyššího kontrolního úřadu, Jan Kubice, který upozorňoval na propojení politiky a podsvětí, Radek Váňa, který upozornil na úplatkářství v okresním fotbale, či podnikatel Petr Czasch, který si nahrál žádost o úplatek při přidělování veřejných zakázek, zaměstnanec zoo, který upozornil na špatné zacházení se zvířaty, pracovníci z dětských zařízení, kteří upozorňovali na systémové týrání nebo nepřiměřené trestání dětí, nebo oznamovatelé (včetně jejich následné perzekuce) z akademických institucí.

V českých uměleckých dílech podobný pozitivní hrdina zřejmě zobrazen není, zato se v nich vyskytuje řada negativních postav špionů, donašečů a udavačů.
Pod záštitou nevládní organizace Oživení, z.s. ale proběhla 1.12.2021 celostátní online whistleblowing
konference.
 Směrnice Evropského parlamentu a Rady EU 2019/1937 o ochraně osob, které oznamují porušení práva Unie, měla být v zemích EU uzákoněna nejpozději do 17.12.2021. Vládní návrh zákona o ochraně oznamovatelů (zákon o whistleblowingu) byl poslancům rozeslán 9.2.2021, a pak 29.4.2022, Sněmovnou schválen 21.4.2023. Ministerstvo spravedlnosti pro období do schválení zákona vydalo metodiku k přímé aplikovatelnosti směrnice Evropského parlamentu a Rady (EU) 2019/1937, takže už v tomto přechodném období by měl whistleblowery před odvetnými opatřeními ochraňovat externí oznamovací
kanál;
 vedle toho by se měly zřizovat i interní oznamovací kanály. Ocenění v rámci EU ukazují, že ochrana whistleblowerů by měla jen u veřejných zakázek ročně přinášet 5,8 až 9,6 miliard Euro (např. v případě Rumunska by každé jedno Euro na ochranu whistleblowerů mělo navracet 319 Euro).

### Audiovizuální dokumenty
- Kill the Messenger (2006), Francie, režie Mathieu Verboud, Jean-Robert Viallet, 90 minut